# 家政論
『家政論』（かせいろん、希: Οἰκονομικός, オイコノミコス、英: Oeconomicus）とは、クセノポンによるソクラテス関連著作の1つ。
原題は、「家政（家庭の管理・運営）」を意味する「オイコノモス(m. οἰκονόμος)/オイコノミア(f. οἰκονομία)」（オイコス(家; οἶκος) + ノモス(法; νόμος) (←ネモー(分配する; νέμω)に由来)）に、形容詞化接尾辞の「イコス(-ικός)」を付けた男性形の形容詞であり、「家政に関する（言論・対話）」の意。

## 概要
ソクラテスが登場する著作ではあるが、本作ではソクラテスは基本的に話の進行役・回想者として登場しているだけであり、『ソクラテスの思い出』『ソクラテスの弁明』といった実際のソクラテスの言行録とは異なり、プラトンの中期・後期の作品のように、著者自身の思想を述べた作品となっている。
作中における主たる「家政論」の語り部であるイスコマコスも、他の同時代の記録には一切登場せず、内容的にも（ペルシャや軍事にも造詣が深く、晩年には荘園領主にもなった）クセノポン自身の人生経験と符合するため、実在の人物ではなく、クセノポン自身を反映させた架空の人物だと考えられる。
一説には、本作は哲人王思想を掲げた理想主義的で頭でっかちなプラトンの『国家（ポリテイア）』に対抗して、国家の構成単位である「家（オイコス）」の運営、特に健全な家計や農業を基礎とした、地に足のついた社会運営の重要性を説くために書かれたとされる。（儒教（『大学』）風に表現すれば、修身→斉家→治国→平天下における「斉家」の重要性を説く格好になっている。）
そしてアリストテレスは、『政治学（ポリティカ）』冒頭の第1巻において、国家の構成単位としての「家（オイコス）」と、その運営について多くの記述を割いて言及しており、またペリパトス派の後輩の作品と考えられるアリストテレス名義の『経済学/家政論（オイコノミカ）』第1巻は、その題名・内容ともに本作の影響が顕著であるなど、本作はアリストテレス・ペリパトス派に多大な影響を与えた。
またさらに、「経済(economy)」の語源が「オイコノミア(οἰκονομία)」であり、「経済学(economics)」の語源が「オイコノミコス(οἰκονομικός)」であることからも分かるように、本作および上記したアリストテレス・ペリパトス派の作品は、後世において「家政学」のみならず「経済学」の概念を基礎付けた古代における古典的作品となるなど、後世に多大な影響を与えることになった。

## 構成

### 登場人物
- ソクラテス
- クリトブロス - ソクラテスの仲間（弟子）の1人。クリトンの息子。クセノポンの『饗宴』や本作の記述から、容姿端麗かつ裕福な人物だと分かる。
- イスコマコス - 本作の主人公。クセノポン自身を反映した架空の人物[2]。

### 場面設定
ソクラテスとクリトブロスが、「家政」の技術についての議論を始める。ソクラテスは、貧しく大した財産も無い自分はそれをうまく述べることができないと、消極的な姿勢を見せながらも、クリトブロスに請われて議論を進行し、可能な範囲で内容を整えていく。
全体の3分の1程度まで議論が行われたところで、ソクラテスは「家政」について語らせるのにうってつけの人物としてイスコマコスを挙げ、彼とのかつての対話の回想を述べていく。そして最後までイスコマコスの家政論が展開される。

### 章別
全21章から成る。第1章から第6章までが、ソクラテスとクリトブロスの対話で、第6章の終盤にソクラテスがイスコマコスの話題を出し、第7章から最後の第21章までは、ソクラテスとイスコマコスの対話の回想となり、イスコマコスの「家政論」が述べられていく。
- 第1章 - 家政・財産の定義。欲望への隷属。
- 第2章 - 社会的立場（富裕度）と支出の関係。ソクラテスの無知。
- 第3章 - 実用的・効率的な財産運用。家財管理者としての妻。
- 第4章 - ペルシャ王が重視した戦争術と農業術（土地の守護と耕作）。キュロス2世の例。
- 第5章 - 農業がもたらす様々な利益。社会・諸技術の基盤としての農業。運と神々。
- 第6章 - これまでの議論のおさらい。「立派（美善）な人」（カロスカガトス）としてのイスコマコス。

---
- 第7章 - 夫婦の神々への誓い。夫婦の共通目的・共通利益。屋外・屋内の仕事と男女の役割分担。男女の能力の差異・補完性と平等性。女王蜂としての妻の役割。
- 第8章 - 屋内における各種用具の整理整頓の重要性。フェニキアの巨大戦艦の例。秩序ある配置と、ポリスの街並みの喩え。
- 第9章 - イスコマコス家の実際の間取りと家財の配置。召使い頭の選定と教育。妻の監視者としての役割と、ポリスにおける監視者の喩え。所有者に伴う負担。
- 第10章 - 財産共有者としての夫婦の間における愛・信頼と、化粧・虚飾の不必要。妻（女主人）に求められる各現場の視察と活動。

- 第11章 - イスコマコスの敬神と願い（健康・ポリスと友人たちの承認・武運・富）。それらの相互関連性と、日々の実践（街や農場への散歩、乗馬訓練、その後の適度な朝食、公益的な称賛・批難活動）。
- 第12章 - 耕作監督の教育。財産的恩恵と忠誠心。4種の不適格者（大酒飲み、眠りすぎる者、恋に溺れる者、金銭欲が強い者）。良い主人であることと、賞罰の重要性。ペルシャ王の馬の喩え。
- 第13章 - 耕作監督への「農作業の時宜」と「指揮方法」の教授。信賞必罰と成果に応じた待遇の差。家畜の調教の喩え。
- 第14章 - 耕作監督への「ドラコン、ソロン、キュロス2世らの法・掟」を引用した「（不正・横領を行わない）誠実さ・正直さ」の教育。名誉を求める者への賞賛。

- 第15章 - ソクラテスからの（単なる「勧奨するだけの言論」に留まらない）「具体的・詳細な農業技術」を教授してもらうことの要請。農業技術の生産性・公開性と習得の容易さ。
- 第16章 - 土質の見極めの容易さ。耕作の季節と休耕地の管理。
- 第17章 - （小麦の）種まきの季節と方法。雑草取りと雄ミツバチの喩え。
- 第18章 - 刈り入れの時期と方法。麦打ち・脱穀、箕を用いた選別。
- 第19章 - （ぶどう・イチジク・オリーブ等の）果樹の植え付け。

- 第20章 - 農業における成功（富裕）と失敗（困窮）の差。「農業の知識・技術」ではなく「配慮（気遣い）と勤勉さ」の差。軍隊との共通点。「作業効率向上」と「新規開拓」による利益の向上。土地の価値（価格）の向上と売却、そして新規の土地の購入。小麦貿易商や大工の喩え。利益を生む商品への「愛着・献身」と「売却・新規生産」。
- 第21章 - 全ての技術（農業・政治・家政・戦争など）に共通する「指揮者の重要性」。「意欲・誇り・情熱・勤勉さ」を引き出す指揮者と、そうでない指揮者。航海と軍隊の例。「指揮者・主人・王者の資質」としての「人格」と、教育・生来の善良さ・天賦の思慮分別。

## 日本語訳
- 『オイコノミコス : 家政について』 越前谷悦子訳、リーベル出版、2010年
- 「家政管理論」-『ソクラテス言行録 2』 内山勝利訳、京都大学学術出版会〈西洋古典叢書〉、2022年

他は「酒宴」（饗宴）、「ソクラテスの弁明」を収録